# لو فلون (لوزان)

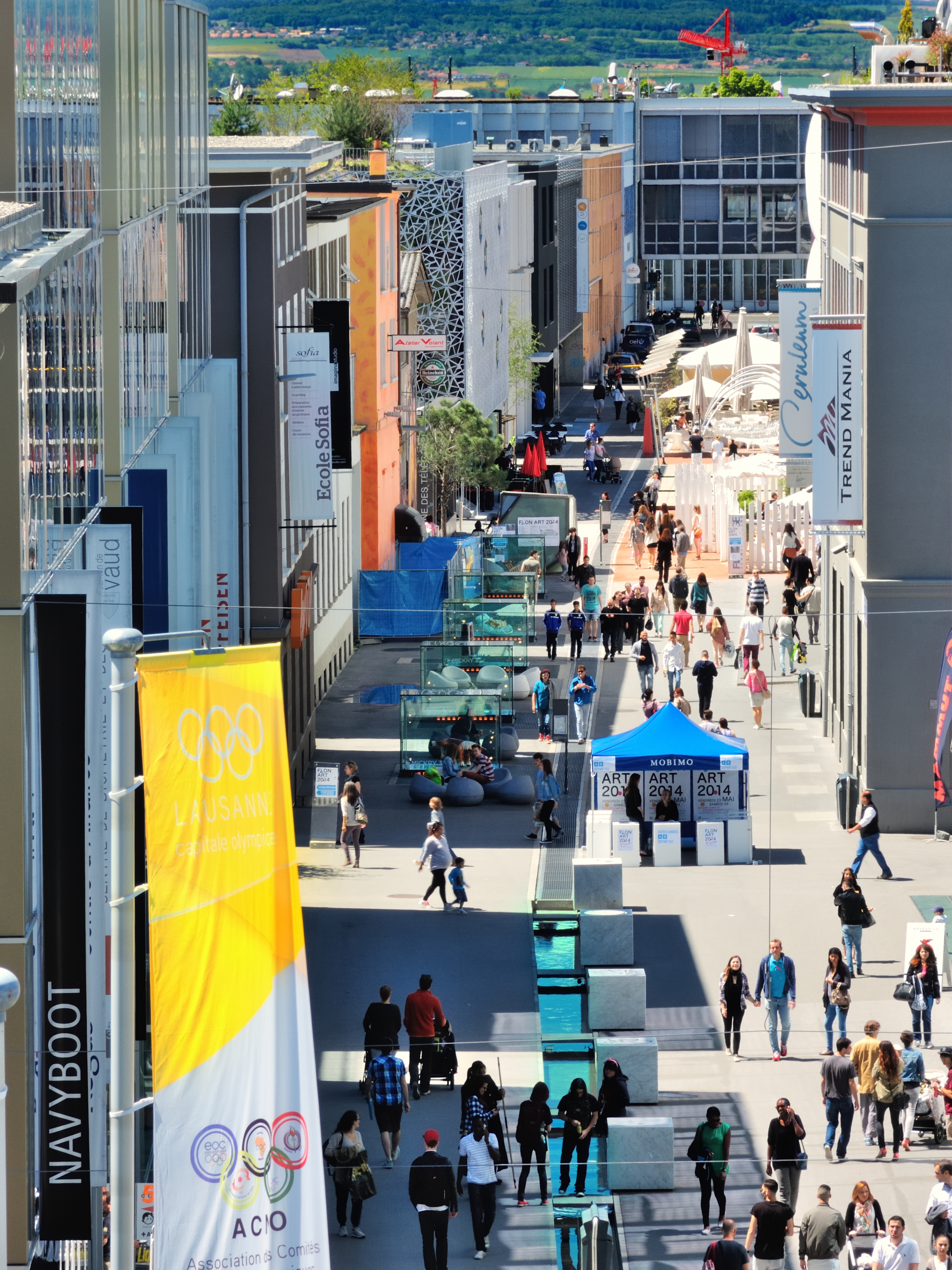
طريق العربة الحربية "Voie du Chariot" مع النافورة التي ترمز إلى نهر فلون

لو فلون منطقة في مدينة لوزان في سويسرا . يمكن الوصول إليها عن طريق خطوط مترو لوزان 1 و 2 من محطة فلون لوزان.

## الموقع
تقع هذه المنطقة في حوضوادي تم ملؤه. نهر فلون كان يتدفق خلال هذا الوادي والآن يسري من تحت الأرض. تقع المنطقة في الحي المركزي في لوزان .

## روابط خارجية
- صفحة على الموقع الإلكتروني لمدينة لوزان